# Гунтерсдорф
Гунтерсдорф (нем. Guntersdorf) — ярмарочная коммуна (нем. Marktgemeinde) в Австрии, в федеральной земле Нижняя Австрия. 
Входит в состав округа Холлабрун. Население составляет 1117 человек (на 31 декабря 2005 года). Занимает площадь 28,41 км². Официальный код — 31014.

## Политическая ситуация
Бургомистр коммуны — Гюнтер Брадак (АНП) по результатам выборов 2005 года.
Совет представителей коммуны (нем. Gemeinderat) состоит из 19 мест.
- АНП занимает 14 мест.
- СДПА занимает 5 мест.